# Championnats du monde de patinage artistique 2010
Navigation
Mondiaux 2009 Mondiaux 2011
Les Championnats du monde de patinage artistique 2010 ont lieu du 22 au 28 mars 2010 à la Palavela de Turin en Italie.

## Qualifications
Les patineurs sont éligibles à l'épreuve s'ils représentent une nation membre de l'Union internationale de patinage (International Skating Union en anglais) et s'ils ont atteint l'âge de 15 ans avant le 1er juillet 2009. Les fédérations nationales sélectionnent leurs patineurs en fonction de leurs propres critères, mais l'Union internationale de patinage exige un score minimum d'éléments techniques (Technical Elements Score en anglais) lors d'une compétition internationale avant les championnats du monde.
Sur la base des résultats des championnats du monde 2009, l'Union internationale de patinage autorise chaque pays à avoir de une à trois inscriptions par discipline.
| Entrées                                                    | Messieurs                                       | Dames                                                         | Couples                             | Danse sur glace                  |
| ---------------------------------------------------------- | ----------------------------------------------- | ------------------------------------------------------------- | ----------------------------------- | -------------------------------- |
| 3                                                          | Japon États-Unis                                | Japon                                                         | Chine Russie                        | Russie États-Unis                |
| 2                                                          | Canada Tchéquie France Italie Kazakhstan Russie | Canada Finlande Géorgie Russie Corée du Sud Suisse États-Unis | Canada Allemagne Ukraine États-Unis | Canada France Italie Royaume-Uni |
| Les pays non listés dans ce tableau ont droit à une entrée |                                                 |                                                               |                                     |                                  |

En danse sur glace, la danse imposée est la valse d'or (Golden Waltz). Il s'agit de la dernière danse imposée des compétitions internationales, puisque dès la saison suivante elle est remplacée avec la danse originale par une seule danse appelée danse courte.

## Podiums
| Épreuves                            | Or                        | Argent                            | Bronze                            |
| ----------------------------------- | ------------------------- | --------------------------------- | --------------------------------- |
| Messieurs résultats détaillés       | Daisuke Takahashi         | Patrick Chan                      | Brian Joubert                     |
| Dames résultats détaillés           | Mao Asada                 | Kim Yuna                          | Laura Lepistö                     |
| Couples résultats détaillés         | Pang Qing / Tong Jian     | Aljona Savchenko / Robin Szolkowy | Yuko Kavaguti / Alexandre Smirnov |
| Danse sur glace résultats détaillés | Tessa Virtue / Scott Moir | Meryl Davis / Charlie White       | Federica Faiella / Massimo Scali  |

## Tableau des médailles
| Rang  | Nation       | Or | Argent | Bronze | Total |
| ----- | ------------ | -- | ------ | ------ | ----- |
| 1     | Japon        | 2  | 0      | 0      | 2     |
| 2     | Canada       | 1  | 1      | 0      | 2     |
| 3     | Chine        | 1  | 0      | 0      | 1     |
| 4     | Allemagne    | 0  | 1      | 0      | 1     |
| 4     | Corée du Sud | 0  | 1      | 0      | 1     |
| 4     | États-Unis   | 0  | 1      | 0      | 1     |
| 7     | Finlande     | 0  | 0      | 1      | 1     |
| 7     | France       | 0  | 0      | 1      | 1     |
| 7     | Italie       | 0  | 0      | 1      | 1     |
| 7     | Russie       | 0  | 0      | 1      | 1     |
| Total | Total        | 4  | 4      | 4      | 12    |

## Détails des compétitions

### Messieurs
| Rang                                        | Nom                   | Pays               | Points | Programme court | Programme court | Programme libre | Programme libre |
| ------------------------------------------- | --------------------- | ------------------ | ------ | --------------- | --------------- | --------------- | --------------- |
| 1                                           | Daisuke Takahashi     | Japon              | 257.70 | 1               | 89.30           | 1               | 168.40          |
| 2                                           | Patrick Chan          | Canada             | 247.22 | 2               | 87.80           | 2               | 159.42          |
| 3                                           | Brian Joubert         | France             | 241.74 | 3               | 87.70           | 4               | 154.04          |
| 4                                           | Michal Březina        | Tchéquie           | 236.06 | 5               | 81.75           | 3               | 154.31          |
| 5                                           | Jeremy Abbott         | États-Unis         | 232.10 | 6               | 81.05           | 6               | 151.05          |
| 6                                           | Adam Rippon           | États-Unis         | 231.47 | 7               | 80.11           | 5               | 151.36          |
| 7                                           | Samuel Contesti       | Italie             | 218.66 | 8               | 78.40           | 11              | 140.26          |
| 8                                           | Kevin Van Der Perren  | Belgique           | 218.43 | 10              | 73.55           | 9               | 144.88          |
| 9                                           | Adrian Schultheiss    | Suède              | 218.26 | 12              | 72.35           | 7               | 145.91          |
| 10                                          | Takahiko Kozuka       | Japon              | 216.73 | 4               | 84.20           | 12              | 132.53          |
| 11                                          | Kevin Reynolds        | Canada             | 216.58 | 14              | 71.20           | 8               | 145.38          |
| 12                                          | Javier Fernández      | Espagne            | 215.66 | 13              | 71.65           | 10              | 144.01          |
| 13                                          | Denis Ten             | Kazakhstan         | 202.46 | 9               | 77.40           | 15              | 125.06          |
| 14                                          | Sergey Voronov        | Russie             | 200.60 | 11              | 73.42           | 14              | 127.18          |
| 15                                          | Florent Amodio        | France             | 197.25 | 15              | 68.31           | 13              | 128.94          |
| 16                                          | Anton Kovalevski      | Ukraine            | 186.03 | 16              | 67.60           | 19              | 118.43          |
| 17                                          | Guan Jinlin           | Chine              | 182.68 | 19              | 59.45           | 16              | 123.23          |
| 18                                          | Ryan Bradley          | États-Unis         | 179.24 | 21              | 56.10           | 17              | 123.14          |
| 19                                          | Alexandr Kazakov      | Biélorussie        | 175.57 | 24              | 54.24           | 18              | 121.33          |
| 20                                          | Viktor Pfeifer        | Autriche           | 170.79 | 17              | 59.95           | 21              | 110.84          |
| 21                                          | Abzal Rakimgaliev     | Kazakhstan         | 166.20 | 22              | 54.60           | 20              | 111.60          |
| 22                                          | Jamal Othman          | Suisse             | 156.41 | 20              | 57.35           | 22              | 99.06           |
| 23                                          | Kim Min-seok          | Corée du Sud       | 149.31 | 18              | 59.80           | 24              | 89.51           |
| 24                                          | Ari-Pekka Nurmenkari  | Finlande           | 148.34 | 23              | 54.45           | 23              | 93.89           |
| Patineurs éliminés après le programme court |                       |                    |        |                 |                 |                 |                 |
| 25                                          | Peter Liebers         | Allemagne          |        | 25              | 54.09           | NC              | NC              |
| 26                                          | Pavel Kaška           | Tchéquie           |        | 26              | 50.55           | NC              | NC              |
| 27                                          | Kevin Alves           | Brésil             |        | 27              | 50.28           | NC              | NC              |
| 28                                          | Nobunari Oda          | Japon              |        | 28              | 50.25           | NC              | NC              |
| 29                                          | Boris Martinec        | Croatie            |        | 29              | 50.10           | NC              | NC              |
| 30                                          | Matthew Parr          | Royaume-Uni        |        | 30              | 49.31           | NC              | NC              |
| 31                                          | Peter Reitmayer       | Slovaquie          |        | 31              | 48.72           | NC              | NC              |
| 32                                          | Zoltán Kelemen        | Roumanie           |        | 32              | 46.94           | NC              | NC              |
| 33                                          | Damjan Ostojič        | Bosnie-Herzégovine |        | 33              | 45.30           | NC              | NC              |
| 34                                          | Andrew Huertas        | Porto Rico         |        | 34              | 45.09           | NC              | NC              |
| 35                                          | Maciej Cieplucha      | Pologne            |        | 35              | 44.30           | NC              | NC              |
| 36                                          | Viktor Romanenkov     | Estonie            |        | 36              | 44.17           | NC              | NC              |
| 37                                          | Stephen Li-Chung Kuo  | Taipei chinois     |        | 37              | 44.15           | NC              | NC              |
| 38                                          | Saulius Ambrulevičius | Lituanie           |        | 38              | 42.37           | NC              | NC              |
| 39                                          | Mark Webster          | Australie          |        | 39              | 42.30           | NC              | NC              |
| 40                                          | Georgi Kenchadze      | Bulgarie           |        | 40              | 42.09           | NC              | NC              |
| 41                                          | Tigran Vardanjan      | Hongrie            |        | 41              | 39.30           | NC              | NC              |
| 42                                          | Sarkis Hayrapetyan    | Arménie            |        | 42              | 39.02           | NC              | NC              |
| 43                                          | Maxim Shipov          | Israël             |        | 43              | 38.26           | NC              | NC              |
| 44                                          | Humberto Contreras    | Mexique            |        | 44              | 37.33           | NC              | NC              |
| 45                                          | Ali Demirboga         | Turquie            |        | 45              | 36.39           | NC              | NC              |
| 46                                          | Girts Jekabsons       | Lettonie           |        | 46              | 31.79           | NC              | NC              |
| Forfait                                     | Joffrey Bourdon       | Monténégro         |        | NC              | NC              | NC              | NC              |
| Forfait                                     | Artem Borodulin       | Russie             |        | NC              | NC              | NC              | NC              |

### Dames

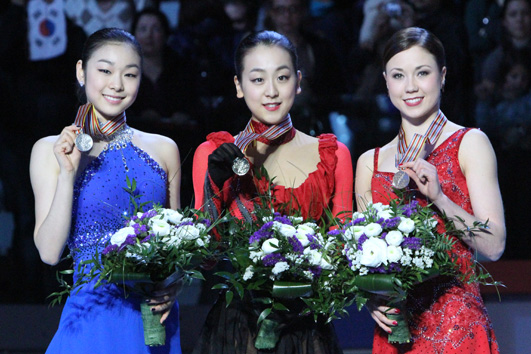
Podium des Dames

| Rang                                          | Nom                     | Pays           | Points | Programme court | Programme court | Programme libre | Programme libre |
| --------------------------------------------- | ----------------------- | -------------- | ------ | --------------- | --------------- | --------------- | --------------- |
| 1                                             | Mao Asada               | Japon          | 197.58 | 2               | 68.08           | 2               | 129.50          |
| 2                                             | Kim Yuna                | Corée du Sud   | 190.79 | 7               | 60.30           | 1               | 130.49          |
| 3                                             | Laura Lepistö           | Finlande       | 178.62 | 3               | 64.30           | 6               | 114.32          |
| 4                                             | Miki Ando               | Japon          | 177.82 | 11              | 55.78           | 3               | 122.04          |
| 5                                             | Cynthia Phaneuf         | Canada         | 177.54 | 8               | 59.50           | 4               | 118.04          |
| 6                                             | Carolina Kostner        | Italie         | 177.31 | 4               | 62.20           | 5               | 115.11          |
| 7                                             | Mirai Nagasu            | États-Unis     | 175.48 | 1               | 70.40           | 11              | 105.08          |
| 8                                             | Ksenia Makarova         | Russie         | 169.64 | 5               | 62.06           | 8               | 107.58          |
| 9                                             | Rachael Flatt           | États-Unis     | 167.44 | 6               | 60.88           | 9               | 106.56          |
| 10                                            | Viktoria Helgesson      | Suède          | 161.79 | 9               | 56.32           | 10              | 105.47          |
| 11                                            | Akiko Suzuki            | Japon          | 160.04 | 20              | 48.36           | 7               | 111.68          |
| 12                                            | Sarah Hecken            | Allemagne      | 153.94 | 13              | 55.20           | 13              | 98.74           |
| 13                                            | Alena Leonova           | Russie         | 152.86 | 14              | 54.36           | 14              | 98.50           |
| 14                                            | Jenna McCorkell         | Royaume-Uni    | 150.90 | 15              | 52.12           | 12              | 98.78           |
| 15                                            | Júlia Sebestyén         | Hongrie        | 147.66 | 10              | 56.10           | 15              | 91.56           |
| 16                                            | Liu Yan                 | Chine          | 141.29 | 18              | 49.96           | 16              | 91.33           |
| 17                                            | Cheltzie Lee            | Australie      | 137.78 | 17              | 51.36           | 17              | 86.42           |
| 18                                            | Elene Gedevanishvili    | Géorgie        | 137.33 | 12              | 55.26           | 21              | 82.07           |
| 19                                            | Kiira Korpi             | Finlande       | 134.49 | 16              | 51.72           | 20              | 82.77           |
| 20                                            | Sonia Lafuente          | Espagne        | 133.31 | 21              | 47.72           | 18              | 85.59           |
| 21                                            | Jelena Glebova          | Estonie        | 132.85 | 22              | 47.72           | 19              | 85.13           |
| 22                                            | Kwak Min-jeong          | Corée du Sud   | 120.47 | 23              | 47.46           | 22              | 73.01           |
| 23                                            | Anastasia Gimazetdinova | Ouzbékistan    | 113.89 | 19              | 49.10           | 23              | 64.79           |
| 24                                            | Manouk Gijsman          | Pays-Bas       | 111.94 | 24              | 47.44           | 24              | 64.50           |
| Patineuses éliminées après le programme court |                         |                |        |                 |                 |                 |                 |
| 25                                            | Ivana Reitmayerová      | Slovaquie      |        | 25              | 45.96           | NC              | NC              |
| 26                                            | Sarah Meier             | Suisse         |        | 26              | 45.06           | NC              | NC              |
| 27                                            | Tamar Katz              | Israël         |        | 27              | 44.96           | NC              | NC              |
| 28                                            | Tuğba Karademir         | Turquie        |        | 28              | 44.52           | NC              | NC              |
| 29                                            | Myriane Samson          | Canada         |        | 29              | 44.20           | NC              | NC              |
| 30                                            | Kerstin Frank           | Autriche       |        | 30              | 43.80           | NC              | NC              |
| 31                                            | Victoria Muniz          | Porto Rico     |        | 31              | 41.08           | NC              | NC              |
| 32                                            | Bettina Heim            | Suisse         |        | 32              | 41.00           | NC              | NC              |
| 33                                            | Fleur Maxwell           | Luxembourg     |        | 33              | 40.22           | NC              | NC              |
| 34                                            | Teodora Poštič          | Slovénie       |        | 34              | 40.20           | NC              | NC              |
| 35                                            | Karina Johnson          | Danemark       |        | 35              | 38.22           | NC              | NC              |
| 36                                            | Zanna Pugaca            | Lettonie       |        | 36              | 38.20           | NC              | NC              |
| 37                                            | Mirna Libric            | Croatie        |        | 37              | 37.24           | NC              | NC              |
| 38                                            | Lauren Ko               | Philippines    |        | 38              | 33.34           | NC              | NC              |
| 39                                            | Martina Bocek           | Tchéquie       |        | 39              | 32.90           | NC              | NC              |
| 40                                            | Irina Movchan           | Ukraine        |        | 40              | 32.60           | NC              | NC              |
| 41                                            | Sonia Radeva            | Bulgarie       |        | 41              | 32.12           | NC              | NC              |
| 42                                            | Ana Cecilia Cantu       | Mexique        |        | 42              | 31.88           | NC              | NC              |
| 43                                            | Crystal Kiang           | Taipei chinois |        | 43              | 31.72           | NC              | NC              |
| 44                                            | Georgia Glastris        | Grèce          |        | 44              | 31.36           | NC              | NC              |
| 45                                            | Gwendoline Didier       | France         |        | 45              | 29.32           | NC              | NC              |
| 46                                            | Marina Seeh             | Serbie         |        | 46              | 28.32           | NC              | NC              |
| 47                                            | Clara Peters            | Irlande        |        | 47              | 28.20           | NC              | NC              |
| 48                                            | Tamami Ono              | Hong Kong      |        | 48              | 27.74           | NC              | NC              |
| 49                                            | Abigail Pietersen       | Afrique du Sud |        | 49              | 25.76           | NC              | NC              |
| 50                                            | Charissa Tansomboon     | Thaïlande      |        | 50              | 25.22           | NC              | NC              |
| 51                                            | Sabina Paquier          | Roumanie       |        | 51              | 24.42           | NC              | NC              |
| 52                                            | Yoniko Eva Washington   | Inde           |        | 52              | 24.24           | NC              | NC              |
| 53                                            | Beatrice Rozinskaite    | Lituanie       |        | 53              | 23.68           | NC              | NC              |
| Forfait                                       | Isabelle Pieman         | Belgique       |        | NC              | NC              | NC              | NC              |
| Forfait                                       | Sonja Mugoša            | Monténégro     |        | NC              | NC              | NC              | NC              |

### Couples

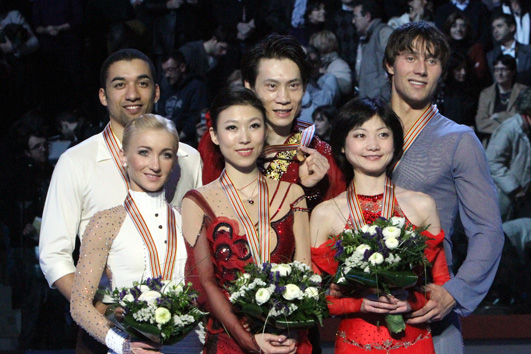
Podium des couples artistiques

| Rang                                      | Nom                                         | Pays           | Points | Programme court | Programme court | Programme libre | Programme libre |
| ----------------------------------------- | ------------------------------------------- | -------------- | ------ | --------------- | --------------- | --------------- | --------------- |
| 1                                         | Pang Qing / Tong Jian                       | Chine          | 211.39 | 1               | 75.28           | 1               | 136.11          |
| 2                                         | Aljona Savchenko / Robin Szolkowy           | Allemagne      | 204.74 | 3               | 69.52           | 2               | 135.22          |
| 3                                         | Yuko Kavaguti / Alexandre Smirnov           | Russie         | 203.79 | 2               | 73.12           | 3               | 130.67          |
| 4                                         | Maria Mukhortova / Maksim Trankov           | Russie         | 197.39 | 4               | 69.48           | 4               | 127.91          |
| 5                                         | Zhang Dan / Zhang Hao                       | Chine          | 195.78 | 5               | 69.20           | 5               | 126.58          |
| 6                                         | Jessica Dubé / Bryce Davison                | Canada         | 177.07 | 8               | 59.36           | 6               | 117.71          |
| 7                                         | Caydee Denney / Jeremy Barrett              | États-Unis     | 172.47 | 6               | 60.52           | 8               | 111.95          |
| 8                                         | Vera Bazarova / Yuri Larionov               | Russie         | 172.04 | 7               | 59.78           | 7               | 112.26          |
| 9                                         | Amanda Evora / Mark Ladwig                  | États-Unis     | 165.96 | 9               | 57.74           | 9               | 108.22          |
| 10                                        | Anabelle Langlois / Cody Hay                | Canada         | 154.72 | 12              | 54.40           | 10              | 100.32          |
| 11                                        | Stefania Berton / Ondřej Hotárek            | Italie         | 149.78 | 11              | 54.58           | 11              | 95.20           |
| 12                                        | Vanessa James / Yannick Bonheur             | France         | 146.58 | 10              | 55.60           | 13              | 90.98           |
| 13                                        | Anaïs Morand / Antoine Dorsaz               | Suisse         | 144.46 | 13              | 53.70           | 14              | 90.76           |
| 14                                        | Maylin Hausch / Daniel Wende                | Allemagne      | 142.98 | 14              | 49.74           | 12              | 93.24           |
| 15                                        | Joanna Sulej / Mateusz Chruściński          | Pologne        | 138.26 | 15              | 48.14           | 15              | 90.12           |
| 16                                        | Stacey Kemp / David King                    | Royaume-Uni    | 132.87 | 16              | 45.14           | 16              | 87.73           |
| Couples éliminés après le programme court |                                             |                |        |                 |                 |                 |                 |
| 17                                        | Dong Huibo / Wu Yiming                      | Chine          |        | 17              | 43.08           | NC              | NC              |
| 18                                        | Maria Sergejeva / Ilja Glebov               | Estonie        |        | 18              | 41.94           | NC              | NC              |
| 19                                        | Lubov Bakirova / Mikalai Kamianchuk         | Biélorussie    |        | 19              | 41.44           | NC              | NC              |
| 20                                        | Amanda Sunyoto-Yang / Darryll Sulindro-Yang | Taipei chinois |        | 20              | 41.28           | NC              | NC              |
| 21                                        | Jessica Crenshaw / Chad Tsagris             | Grèce          |        | 21              | 40.36           | NC              | NC              |
| 22                                        | Ekaterina Kostenko / Roman Talan            | Ukraine        |        | 22              | 39.18           | NC              | NC              |
| 23                                        | Nina Ivanova / Filip Zalevski               | Bulgarie       |        | 23              | 36.84           | NC              | NC              |
| 24                                        | Gabriela Čermanová / Martin Hanulák         | Slovaquie      |        | 24              | 35.18           | NC              | NC              |
| 25                                        | Danielle Montalbano / Evgeni Krasnopolski   | Israël         |        | 25              | 32.02           | NC              | NC              |

### Danse sur glace

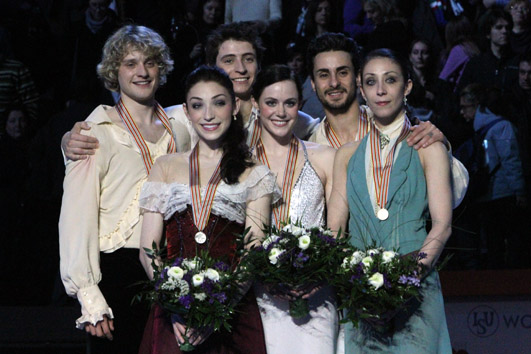
Podium de la danse sur glace

| Rang                                               | Nom                                 | Nation      | Points | Danse imposée | Danse imposée | Danse originale | Danse originale | Danse libre | Danse libre |
| -------------------------------------------------- | ----------------------------------- | ----------- | ------ | ------------- | ------------- | --------------- | --------------- | ----------- | ----------- |
| 1                                                  | Tessa Virtue / Scott Moir           | Canada      | 224.43 | 1             | 44.13         | 1               | 70.27           | 2           | 110.03      |
| 2                                                  | Meryl Davis / Charlie White         | États-Unis  | 223.03 | 2             | 43.25         | 2               | 69.29           | 1           | 110.49      |
| 3                                                  | Federica Faiella / Massimo Scali    | Italie      | 197.85 | 3             | 40.85         | 3               | 59.16           | 4           | 97.84       |
| 4                                                  | Nathalie Péchalat / Fabian Bourzat  | France      | 194.39 | 4             | 37.75         | 4               | 58.55           | 3           | 98.09       |
| 5                                                  | Sinead Kerr / John Kerr             | Royaume-Uni | 189.11 | 6             | 37.56         | 5               | 58.23           | 5           | 93.32       |
| 6                                                  | Alexandra Zaretsky / Roman Zaretsky | Israël      | 181.26 | 8             | 33.79         | 6               | 56.13           | 6           | 91.34       |
| 7                                                  | Vanessa Crone / Paul Poirier        | Canada      | 180.30 | 9             | 33.32         | 7               | 55.76           | 7           | 91.22       |
| 8                                                  | Ekaterina Bobrova / Dmitri Soloviev | Russie      | 177.23 | 11            | 32.43         | 8               | 55.04           | 8           | 89.76       |
| 9                                                  | Emily Samuelson / Evan Bates        | États-Unis  | 168.77 | 10            | 32.61         | 10              | 52.79           | 10          | 83.37       |
| 10                                                 | Nóra Hoffmann / Maxim Zavozin       | Hongrie     | 166.90 | 13            | 31.47         | 11              | 51.91           | 9           | 83.52       |
| 11                                                 | Anna Cappellini / Luca Lanotte      | Italie      | 164.52 | 7             | 34.05         | 12              | 51.40           | 14          | 79.07       |
| 12                                                 | Pernelle Carron / Lloyd Jones       | France      | 161.86 | 15            | 30.55         | 13              | 50.52           | 12          | 80.79       |
| 13                                                 | Ekaterina Rubleva / Ivan Shefer     | Russie      | 161.20 | 16            | 30.53         | 16              | 48.77           | 11          | 81.90       |
| 14                                                 | Kimberly Navarro / Brent Bommentre  | États-Unis  | 159.68 | 14            | 31.36         | 15              | 50.33           | 15          | 77.99       |
| 15                                                 | Cathy Reed / Chris Reed             | Japon       | 154.93 | 23            | 24.78         | 14              | 50.41           | 13          | 79.74       |
| 16                                                 | Lucie Myslivečková / Matěj Novák    | Tchéquie    | 147.93 | 18            | 26.95         | 17              | 46.07           | 17          | 74.91       |
| 17                                                 | Caitlin Mallory / Kristjan Rand     | Estonie     | 147.39 | 20            | 26.62         | 21              | 43.77           | 16          | 77.00       |
| 18                                                 | Yu Xiaoyang / Wang Chen             | Chine       | 142.80 | 17            | 28.42         | 19              | 44.59           | 19          | 69.79       |
| 19                                                 | Kira Geil / Dmitri Matsjuk          | Autriche    | 142.49 | 19            | 26.69         | 18              | 44.88           | 18          | 70.92       |
| Abandon                                            | Jana Khokhlova / Sergey Novitski    | Russie      | 91.98  | 5             | 37.70         | 9               | 54.28           |             |             |
| Couples de danse éliminés après la danse originale |                                     |             |        |               |               |                 |                 |             |             |
| 21                                                 | Allison Reed / Otar Japaridze       | Géorgie     | 69.42  | 22            | 26.07         | 22              | 43.35           | NC          | NC          |
| 22                                                 | Carolina Hermann / Daniel Hermann   | Allemagne   | 69.17  | 21            | 26.36         | 23              | 42.81           | NC          | NC          |
| 23                                                 | Christina Chitwood / Mark Hanretty  | Royaume-Uni | 68.97  | 24            | 24.70         | 20              | 44.27           | NC          | NC          |
| 24                                                 | Katelyn Good / Nikolaj Sorensen     | Danemark    | 63.55  | 25            | 22.56         | 24              | 40.99           | NC          | NC          |
| 25                                                 | Danielle O'Brien / Gregory Merriman | Australie   | 59.28  | 26            | 21.07         | 25              | 38.21           | NC          | NC          |
| 26                                                 | Jenette Maitz / Alper Uçar          | Turquie     | 49.50  | 27            | 17.36         | 26              | 32.14           | NC          | NC          |
| Abandon                                            | Anna Zadorozhniuk / Sergei Verbillo | Ukraine     |        | 12            | 31.66         |                 |                 | NC          | NC          |